# Litochila flavipes
Litochila flavipes är en stekelart som beskrevs av Kaur 1988. Litochila flavipes ingår i släktet Litochila och familjen brokparasitsteklar. Inga underarter finns listade i Catalogue of Life.